# نادية شكري
نادية شكري (15 يناير 1955 -)، ممثلة مصرية.

## عن حياتها
رغم أدوارها الثانوية البسيطة إلا أنها تركت بصمة قوية في المجال الفني وخاصة بشخصية سحر بمسرحية العيال كبرت، وقد استطاعت في وقت قصير أن تثبت موهبتها الفنية وكان حظها السعيد الذي دفعها للاشتراك في عرض مسرحية العيال كبرت على مسرح الليسيه ومنه إلى بورسعيد حيث تم تصوير المسرحية وحققت شهرة عالية من خلالها لتبدأ في سطوع نجمها.
نجحت أثناء الدراسة أن تمثل في مسرح الطفل مع الفنان فاروق الفيشاوى ثم على مسرح الدولة مسرحية (الحب في حارتنا) بطولة سهير المرشدي وإخراج كرم مطاو ع ثم رشحها الفنان نور الشريف وقتها لتشترك معه في فيلم مدينة الصمت وفيلم للحب قصة أخيرة للمخرج رأفت الميهي وامرأة بلا قيد للمخرج هنري بركات.

### حياتها الأسرية
تزوجت الفنان سامي العدل أثناء دراستهما في معهد الفنون المسرحية، وانجبت منه ابنتها الوحيدة رشا وتطلقا بعدها.

## أعمالها

### من المسلسلات
- شهيد اسمه موشيه.
- ارض النفاق.
- لحظة اختيار.
- دوامة الحياة.
- ساكن قصادى.
- الوتد.
- حضرة الضابط أخي.
- حكايات بنات.
- عذارء البادية.
- ٨٠ باكو

### من الأفلام
- مدينة الصمت.
- صاحب الجلالة الحب.
- امرأة بلا قيد.
- رحلة داخل امراة.
- أشياء ضد القانون.
- للحب قصة أخيرة.

### من المسرحيات
- يوم عاصف جدا.
- اأزواج بلا ماضي.
- العيال كبرت.
- اعفوا يا هانم.
- الرجل الذي فكر.
- انا كريستي.
- أنا الرئيس مع سامح حسين وحنان مطاوع

## وصلات خارجية
- نادية شكري على موقع أرشيف الشارخ.
- ناديه شكرى على موقع الدهليز
- ناديه شكرى على موقع قاعدة بيانات الأفلام العربية